# SHINee
SHINee (izgovor: šajni; korejski: 샤이니, romanizirano: Syaini) južnokorejski je boy bend koji je SM Entertainment osnovao 2008. godine. Glazbeni utjecaj grupe u njihovoj rodnoj zemlji priuštio im je brojna priznanja i titulu "Prinčevi K-popa". Grupu je izvorno sačinjavalo pet članova: Onew, Jonghyun, Key, Minho i Taemin, no vokalist Jonghyun preminuo je u prosincu 2017. godine.
SHINee je debitirao 2008. godine sa singlom Replay. Bend je stekao popularnost pokrećući modne trendove među mladima, što su mediji nazvali "SHINee Trend". U kolovozu 2008. godine, bend je objavio prvi studijski album na korejskom jeziku pod nazivom The Shinee World. Isti album je odnio pobjedu kao album godine na 23. dodjeli Golden Disc nagrada. SHINee su dodatno utvrdili svoj položaj na korejskoj glazbenoj sceni sa singlovima "Ring Ding Dong" i "Lucifer". "Ring Ding Dong" je dosegao vrh na korejskim glazbenim ljestvicama te uživao popularnost diljem cijele Azije. "Lucifer" je zahvaljajući svojoj koreografiji, 2010. godine nominiran za najbolji glazbeni nastup na dodjeli nagrada Mnet Asian Music Awards Best Dance Performance Award. Godine 2012. bend objavljuje album Sherlock, koji postaje peti najprodavaniji album godine s više od 180 000 prodanih primjeraka. Bend je također više puta bio uvršten u Forbes-ovu listu najutjecajnijih korejskih zvijezdi, jednom 2014. te ponovno 2016. godine.

## Članovi benda
| Trenutno aktivni - Lee Jin-Ki – Onew (온유) - Kim Ki-Bum – Key (키) - Choi Min-ho – Minho (민호) - Lee Tae-min – Taemin (태민) | Trenutno neaktivni - Kim Jong-hyun – Jonghyun (종현) |

## Diskografija
| Korejski albumi - The Shinee World (2008.) - Lucifer (2010.) - The Misconceptions of Us (2013.) - Odd (2015.) - 1 of 1 (2016.) - The Story of Light (2018.) - Don't Call Me (2021.) - Atlantis (2021.) - Hard (2023.) | Japanski albumi - The First (2011.) - Boys Meet U (2013.) - I'm Your Boy (2014.) - D×D×D (2016.) - Five (2017.) - Superstar (2021.) |